# Sancoins

Sancoins este o comună în departamentul Cher, Franța. În 1 ianuarie 2022 avea o populație de 2.941 de locuitori.